# Eucynorta biguttata
Eucynorta biguttata is een hooiwagen uit de familie Cosmetidae.